# Pyramid Magic Special
Pyramid Magic Special (ピラミッドマジック Ｓｐｅｃｉａｌ) est un jeu vidéo de plates-formes et de réflexion sorti le 29 mai 1991 sur Sega Meganet, le modem de la Mega Drive, uniquement au Japon. Le jeu a été développé et édité par Sega.
Il a été réédité dans la compilation de jeux Sega Games Can Vol. 1, sortie au Japon le 18 mars 1994 sur Mega-CD.